# Franc-maçonnerie en Roumanie
La franc-maçonnerie en Roumanie est l'ensemble, d'une grande diversité, des loges maçonniques présentes dans ce pays durant son histoire. Toutes sont, dès l'origine du mouvement, en lien avec des obédiences internationales. On y retrouve, comme ailleurs, le clivage entre loges dites régulières affiliées à la franc-maçonnerie déiste d'origine anglo-saxonne, et loges dites libérales affiliées à la franc-maçonnerie laïque d'origine française. Au XIXe siècle, la franc-maçonnerie a joué un rôle crucial dans la renaissance culturelle roumaine et dans la création, à partir des Principautés danubiennes, de l'état roumain moderne, mais au XXe siècle elle a largement perdu de son influence, pour finir persécutée et interdite par les dictatures nationalistes et communistes successives ; sa timide renaissance depuis la Libération de 1989 est loin de lui avoir permis un développement comparable à celui du passé.

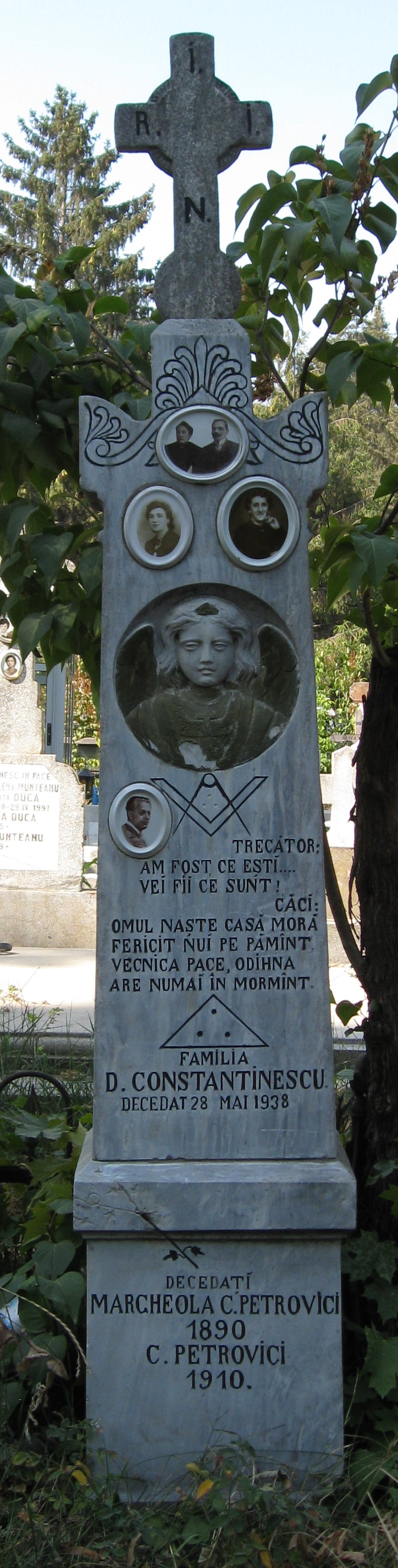
Tombe d'un franc-maçon dans le cimetière de Ghencea, à Bucarest.

## Histoire ancienne
Selon les historiens de la maçonnerie Radu Comănescu, Marcel Schapira et Jacques Pierre, la majorité des révolutionnaires et des fondateurs de la Roumanie (Vasile Alecsandri, Nicolae Bălcescu, Tudor Vladimirescu, Mihail Kogălniceanu) dont son premier souverain Alexandru Ioan Cuza, ainsi qu'un grand nombre d'universitaires, de scientifiques et d'artistes du XIXe siècle, étaient francs-maçons. Les francs-maçons étaient si nombreux qu'ils étaient familièrement appelés farmazoni (« pharmaçons ») en roumain populaire et un dicton affirmait que tout dirigeant roumain « commence étudiant, passe pharmaçon, devient professeur, savant ou ministre, et finit piétiné et couvert de crachats en tant que boulevard » : en effet, de nombreux boulevards des centres-villes portent les noms de francs-maçons célèbres. Le terme farmazon, déformation du nom français, évoque à la fois le grec pharmako (« remède ») et le roumain farmec (« charme »),,. Depuis 1848, il existait au centre de Bucarest une « Rue des francs-maçons » qui garde ce nom jusqu'en octobre 1940 (renommée Ștefan Furtună à l'époque communiste et Mircea Vulcănescu depuis 1990).

### Débuts
Selon Radu Comănescu, la Balade du maître-maçon Manole atteste d’un mythe de la corporation des bâtisseurs d’églises au Moyen Âge sur le territoire de l'actuelle Roumanie, que Mircea Eliade avait déjà relié aux mythes fondateurs de la franc-maçonnerie.
Selon Steliu Lambru, Mariana Tudose, Alex Diaconescu et Marcel Schapira, au XVIIIe siècle, Constantinople et Paris étaient les deux capitales où les hospodars, les boyards et la bourgeoisie roumaine envoyaient leurs jeunes étudier. D'autres faisaient venir à eux des précepteurs français, italiens ou anglais. Les professeurs et percepteurs de ces jeunes étaient parfois des francs-maçons. Les principautés de Valachie et de Moldavie, vassales de l'Empire ottoman mais autonomes, étaient un terrain favorable à la franc-maçonnerie, étant déjà sous l'influence de l'esprit des Lumières depuis le XVIe siècle : des princes (Alexandru Lăpușneanu, Radu Șerban, Șerban Ier Cantacuzène et Antioh Cantemir) et des lettrés (Ioan Piuariu-Molnar) y avaient fondé des académies (en 1561 Cotnari en Moldavie, en 1603 à Târgoviște et en 1688 à Bucarest en Valachie, en 1707 à Jassy en Moldavie et en 1795 à Alba Iulia en Transylvanie).

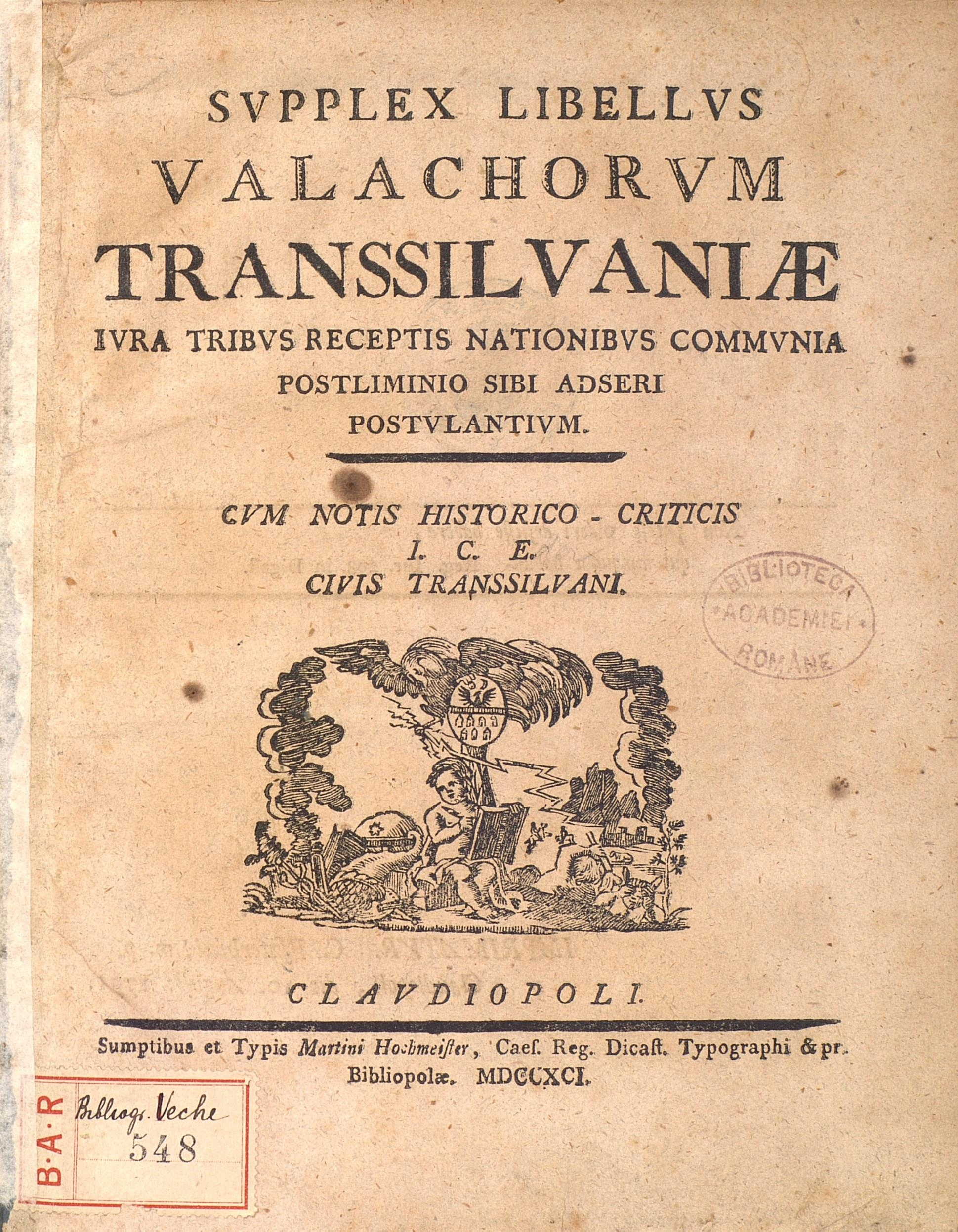
Le Supplex libellus Valachorum publié en 1791.

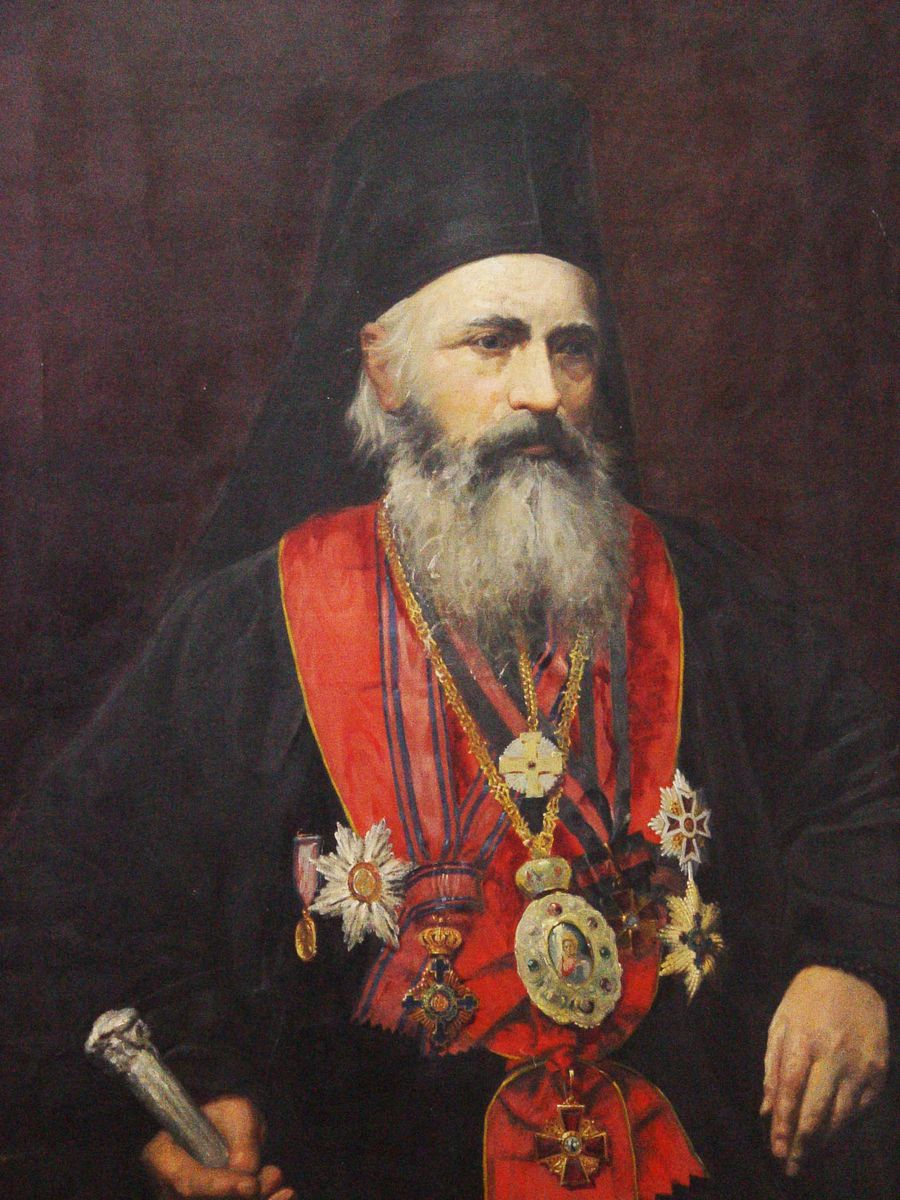
dit frère Melchisedec (1823-1892, historien, académicien, évêque orthodoxe et franc-maçon).

Les princes Constantin II Brâncoveanu et Dimitrie Cantemir accomplissent des réformes juridiques et fiscales dans un sens plus équitable, et en 1741, le hospodar Constantin Mavrocordato instaure en Valachie une Constitution (Marele Hrisov), avant d’abolir le servage en 1746-49 en Valachie et en Moldavie, où il règne successivement. Le « Marele Hrisov » a été publié in extenso dans le Mercure de France de juillet 1742. En 1780, la Pravilniceasca Condică, code de lois rédigé par le hospodar Alexandre Ypsilantis (ancêtre d’un autre Alexandre Ypsilántis célèbre en 1821) instaure la notion de citoyenneté. Ainsi, les principautés dites « danubiennes » étaient dotées de constitutions, pourvues de facultés et libérées du servage près d’un siècle avant les grands empires absolutistes voisins.
Les auteurs anglo-saxons ne reconnaissent pas l’ancienneté de la franc-maçonnerie dans les pays roumains. Dans le passé, croyant à tort que Moldavie et Valachie étaient des provinces ottomanes et ignorant qu’il s’agissait de principautés autonomes, ils consultaient les archives turques, et n’y trouvaient rien concernant les pays roumains. En outre, il existe dans la littérature anglo-saxonne un point de vue assez répandu, qui fait des Roumains un peuple intrinsèquement fasciste et antisémite dont l’État national-légionnaire et les crimes d’État contre les Juifs roumains pendant la Seconde Guerre mondiale seraient des phénomènes beaucoup plus représentatifs que la franc-maçonnerie, la renaissance culturelle, le progressisme ou le communisme.
En revanche, les historiens de la maçonnerie Radu Comănescu, Marcel Schapira, Jacques Pierre et D.G.R. Șerbănescu écrivent que la maçonnerie arrive en Moldavie dès 1734, donc assez rapidement, étant donné que la Grande Loge a été fondée à Londres en 1717. En Moldavie, les premières loges maçonniques auraient été créées sous le règne de Constantin Mavrocordato par Antonio Maria del Chiaro, le secrétaire italien du prince valaque Constantin II Brâncoveanu et d’autres princes phanariotes. C’est donc del Chiaro qui est considéré comme le fondateur de la maçonnerie roumaine, mais il n’y a de documents irréfutables qu’à partir de 1780 et on ignore le nom de cette première loge. On ne sait pas si le souverain réformateur Constantin Mavrocordato a lui-même été initié. La seconde loge apparaît en 1749 parmi les Saxons de Transylvanie, à Brașov, la troisième en 1767 parmi ceux de Sibiu. En Valachie, la première loge aurait été fondée par un français, Jean-Louis Carrat, secrétaire du prince Grigore III Ghica, en 1769.
Selon Radu Comănescu, des roumains ont également été initiés en Transylvanie, car en 1784, la révolution en Transylvanie a été idéologiquement structurée autour du Supplex libellus Valachorum, un corpus de revendications envoyé à l’empereur d’Autriche, Joseph II, très semblable à la constitution américaine de 1783 et à la déclaration des droits de l’Homme et du citoyen de 1789. Les rédacteurs de ce texte, Ignace Darabant, Samuil Micu, Petru Maior, Gheorghe Șincai, Ioan Piuariu-Molnar, Iosif Meheși, Ioan Budai Deleanu et Ioan Para, employaient de nombreuses expressions maçonniques.
Une quatrième loge identifiée avec certitude, nommée Ovide, apparaît en Bessarabie, à Chișinău, en 1821 : elle fut fondée par le médecin français Charles Chambonot, ancien de l’armée napoléonienne et par le botaniste suisse Louis-Vincent Tardent (fondateur de la colonie suisse de Șaba). Elle fut dirigée par Paul Pouchkine, frère d'Alexandre Pouchkine qui en fut membre, et initia entre autres l’archimandrite orthodoxe Ephraïm Sirineț, qui fondera à son tour les loges Zorile (« Le point du jour » en roumain), à Silistra en Dobrogée et aussi la loge bulgare Spas (« Le Salut » en bulgare) dans son monastère de Bassarbovo (en) près de Roussé en 1830. En effet jusqu’en 1937, l’Église orthodoxe entretint de bonnes relations avec la franc-maçonnerie, au point que le métropolite et académicien Mihail Ștefănescu (ro) (1823-1892, connu comme Frère Melchisedec), y fut initié.
En 1821, l’Hétairie dirigée par Alexandre Ypsilántis, descendant de l’hospodar à la Pravilniceasca Condică, et Tudor Vladimirescu animent la révolution qui échouera en Roumanie, mais aboutira à l’indépendance grecque en 1839. Les degrés initiatiques de l’Hétairie et ses principes sont très semblables à ceux de la franc-maçonnerie. En 1825, les frères Golescu ouvrent à Bucarest une sixième loge : la Societatea filarmonică, qui initiera la moitié des politiques, des universitaires et des artistes de la ville. Mais la plus connue des loges roumaines sera la septième : Steaua Dunării (l’« Étoile du Danube »), créée à… Bruxelles en Belgique en 1850, par les « frères pharmaçons » qui s’y étaient réfugiés après l’échec de la révolution de 1848.

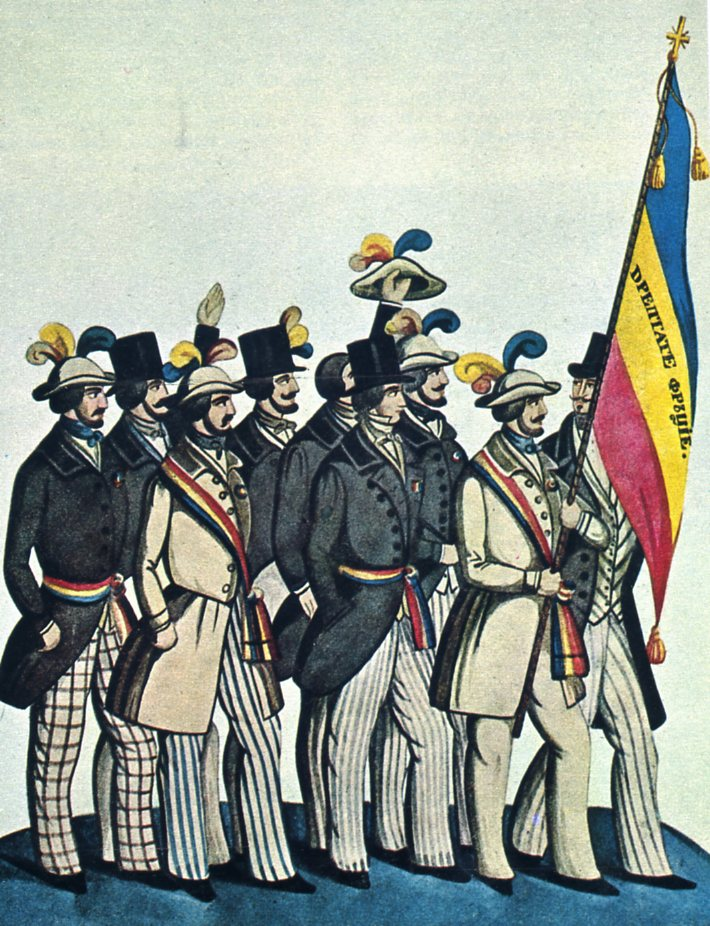
Les étudiants roumains de Paris présentent leur tricolore au gouvernement provisoire de 1848, portant la devise „DРЕПТАТЕ ФРЪЦІЕ” = Justice et Fraternité. Aquarelle de Costache Petrescu

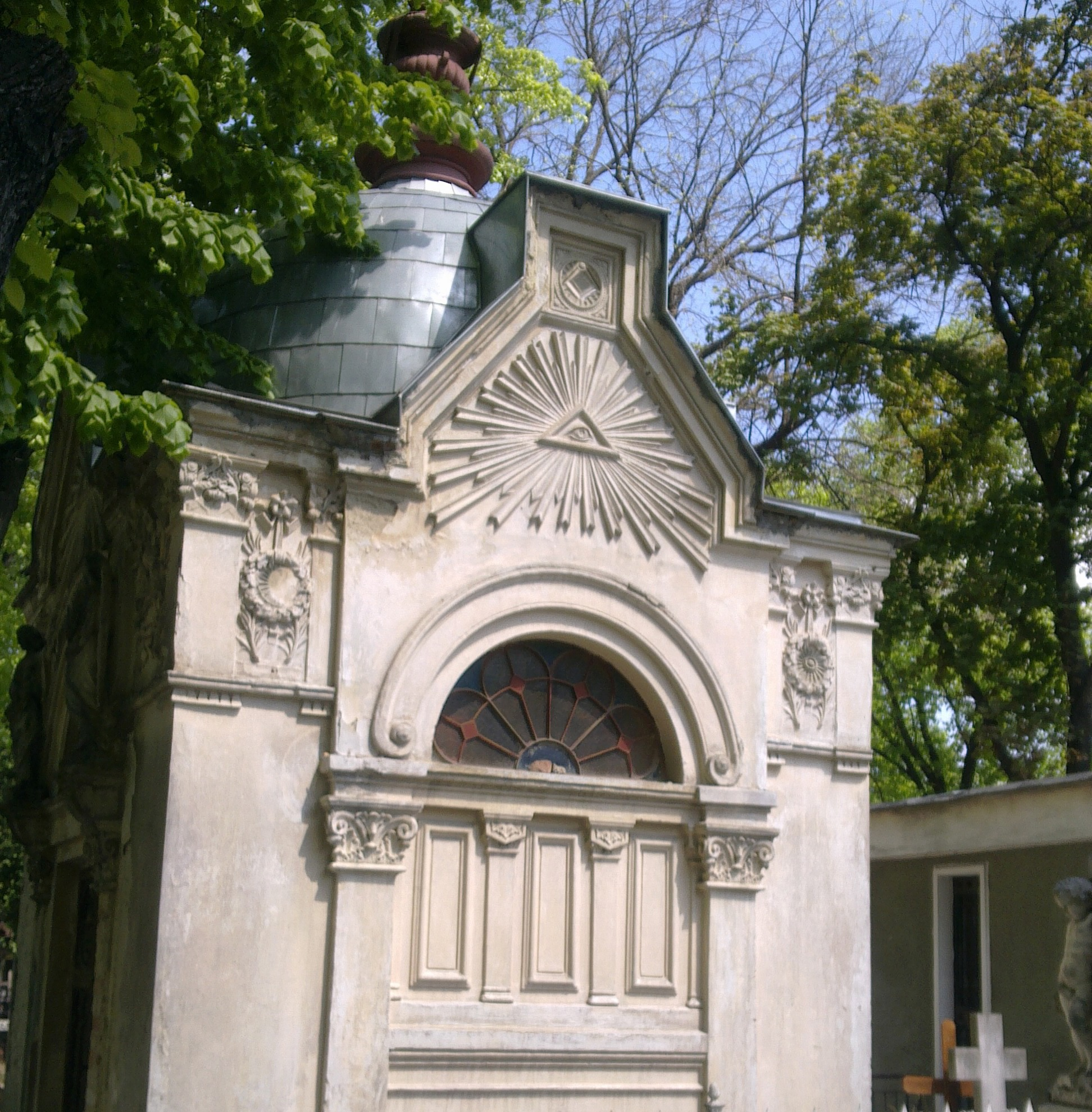
Tombe d'un franc-maçon au cimetière Bellu, à Bucarest.

### Développement
À ces anciens francs-maçons (Vechi farmazoni) s’ajoutent de nombreux étudiants roumains de Paris, initiés par les loges Athénée des étrangers et La Rose du silence. Revenus au pays, ceux-ci y créeront de nombreuses sociétés d’abord secrètes, puis publiques, telles Junimea en français : « Jeunesse », Unirea en français : « Union » ou Frăția en français : « Fraternité » qui œuvrent pour la sécularisation de l’état, l’enseignement primaire gratuit, la libération des roms et l’unification de toutes les principautés et provinces roumaines. Selon l’historien de la maçonnerie Radu Comănescu, l’hymne actuel de la Roumanie, Réveille-toi, Roumain, qui date du XIXe siècle, est une production littéraire dominée par les idées maçonniques. La sécularisation de l’état, la nationalisation des biens ecclésiastiques et la libération des roms interviendront en 1865 sous le règne d’Alexandru Ioan Cuza, et l’unification des différents pays roumains, commencée en 1859, s’achèvera grâce à la victoire de 1918.
Les loges se multiplient (certaines ont des ateliers dans plusieurs villes) et le nombre de francs-maçons était estimé à 23 000 (pour 18 millions d'habitants) en 1938. Ils furent acteurs des réformes qui eurent lieu entre 1918 et 1938 (agraire en 1921 avec partage des grands domaines latifundiaires, constitutionnelle avec passage au droit du sol et au vote partiel des femmes en 1923, et administrative selon le modèle français en 1926). Le patriarche orthodoxe lui-même, Miron Cristea, était franc-maçon (il fut régent pendant la minorité du roi Michel 1). André Combes relate : « Bénéficiant d’un recrutement relativement aisé, les loges roumaines ouvrent des écoles. Ainsi, à Bucarest, dans les années 1880, la loge Les Sages d’Héliopolis (fondée en 1863) ouvre une bibliothèque, une école des arts et métiers, donne des conférences scientifiques, publie une revue grâce aux dons et aux revenus de représentations théâtrales. En 1886, elle finance 327 consultations médicales gratuites et remet 456 livres scolaires à des écoles de village ou des quartiers pauvres. ».
Mais après la Grande Dépression des années 1930, la montée des extrémismes, les attentats commis par la Garde de fer contre leurs temples, le danger d'être fichés et assassinés amenèrent le Grand-Maître Jean Pangal, en accord avec son ami et frère le roi Carol II, à décider la fermeture de toutes les loges en février 1938.

### La clandestinité et la fin
Après 1938 et pendant la Seconde Guerre mondiale les francs-maçons roumains, devenus clandestins sous le régime fasciste du Pétain roumain Ion Antonescu, mais majoritaires dans la direction du Service maritime roumain, ont néanmoins œuvré de manière coordonnée : en collaboration avec l'association Aliya dirigée par les francs-maçons Eugène Meissner et Samuel Leibovici, ils sauvèrent autant de juifs que possible en les convoyant de Constanța à Istanbul ; le maire de Cernăuți, Traian Popovici ; le pharmacien de Jassy: Beceanu (deux justes reconnus) et l'aviateur Bâzu Cantacuzino sauvèrent, eux aussi, de nombreuses vies, non seulement de juifs, mais aussi de pilotes Alliés abattus par la Flak. Le film Train de vie de Radu Mihaileanu évoque ces épisodes.
Autorisée à nouveau fin août 1944, mais menacée cette fois par le Parti communiste roumain qui s'était emparé des listes établies par la Garde de fer et qui la considérait comme une « organisation bourgeoise cosmopolite », la franc-maçonnerie roumaine s'unit, toutes obédiences confondues (les Réguliers et les Libéraux se reconnaissant mutuellement) en une Francmasonerie unită a României (Franc-maçonnerie unie de Roumanie), dirigée par le général Pandele et l'académicien Mihail Sadoveanu. Malgré les tentatives de réconciliation, le régime communiste de Roumanie interdit la franc-maçonnerie en 1948, non sans avoir emprisonné un nombre important de membres et leurs familles. Mihail Sadoveanu échappe à ce sort en passant bruyamment au stalinisme et en manifestant ouvertement son mépris pour ses convictions précédentes, au moyen d'un manifeste à la gloire de Joseph Staline, titré Lumina vine dinspre Răsărit (La Lumière vient de l'Orient), diffusé dans tout le pays.

## Histoire récente

### Le réveil de la franc-maçonnerie
Après la chute du dernier dictateur Nicolae Ceaușescu, des francs-maçons survivants du régime communiste de Roumanie se réunirent le 27 décembre 1989 à Bucarest dans l'ancien temple de la rue Radu de la Afumați en invitant diverses personnalités à découvrir les principes de la franc-maçonnerie.
En octobre 1990, à Paris, des exilés roumains constituent Marea Lojă Națională a României (la "Grande Loge nationale de Roumanie"). Cette première Grande Loge est constituée de trois loges : Steaua Dunării ("Étoile du Danube"), România Unită ("Roumanie unie") et Solidaritatea ("Solidarité"). Alexandru Paleologu, alors ambassadeur de Roumanie à Paris, est élu Grand maître.

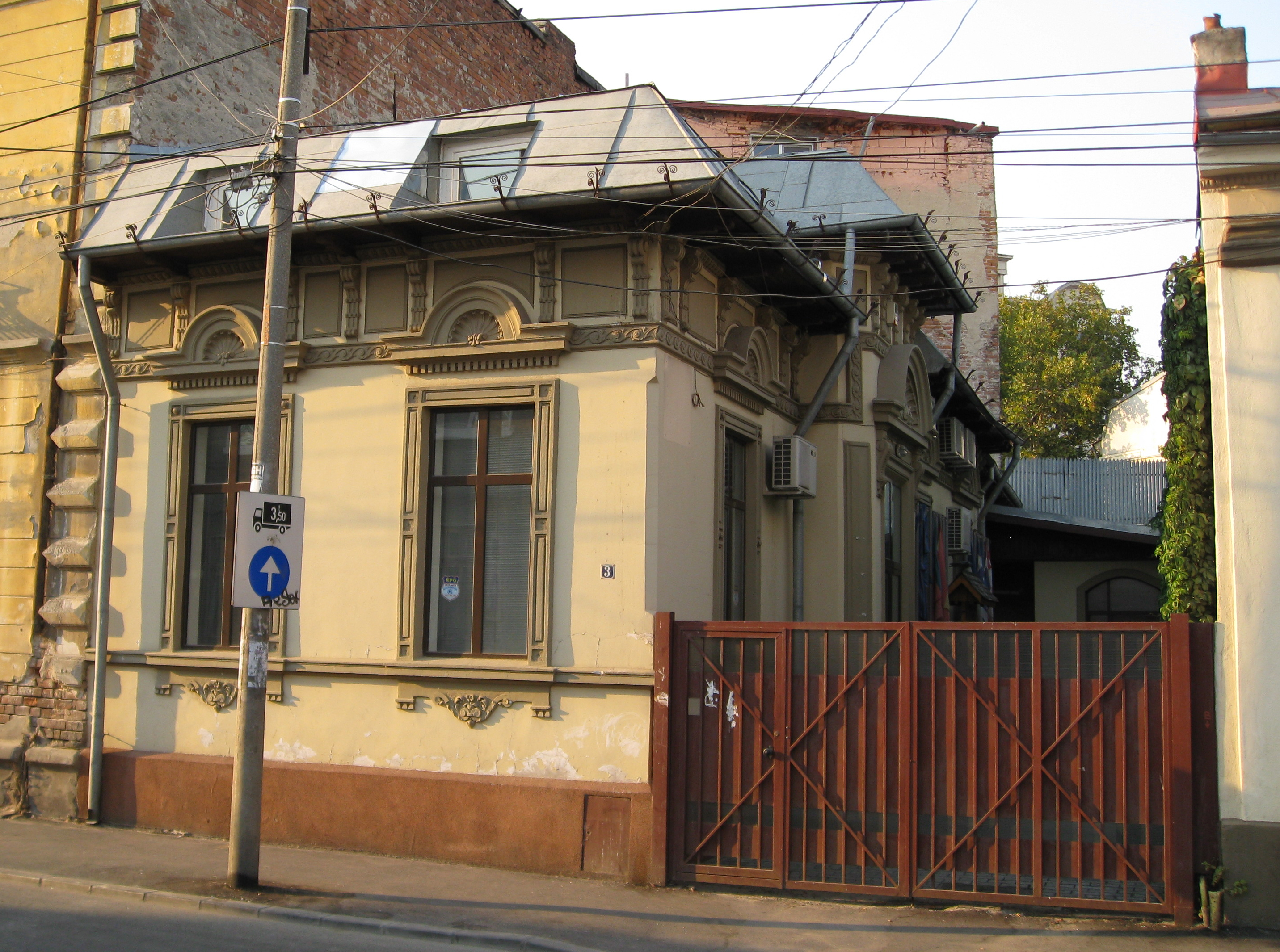
Siège de la Grande Loge nationale de Roumanie (MLNaR), à Bucarest.

### L'implantation des obédiences étrangères
Très rapidement, les obédiences d'Europe occidentale contribuent à la relance de la maçonnerie en Roumanie.
- Le 25 mai 1991, la loge Humanitas du Grand Orient de Roumanie est allumée à Bucarest par le Grand Orient de France. De même, le 12 janvier 1994 sera ré-allumée la loge Les Sages d'Héliopolis.
- En février 1991, la loge Concordia est établie à Bucarest par la Grande Loge unie d'Angleterre, par l'intermédiaire du Grand Orient d'Italie (assistée de la Grande Loge nationale française et de la Grande Loge d’Autriche). Dès 1992, deux autres loges sont créées permettant, le 24 janvier 1993 la constitution de la Grande loge nationale de Roumanie (Marea Lojă Națională din România).

### Dissensions, unions et crises
La société civile roumaine sortant affaiblie et très fragmentée des 45 ans de totalitarisme, des dissensions apparaissent vite, et 13 loges régulières créent un District Transilvania. En mars 1996, avec quelques loges d’obédience française, le District Transilvania constitue la "Grande Loge unie de Roumanie".
En 1997, les deux Suprêmes Conseils se réunissent.
En juillet 2000, la Grande Loge unie de Roumanie et la Grande Loge nationale en Roumanie tentent une union, qui échoue.
En 2003, La Grande Loge nationale de Roumanie et la Grande Loge nationale de la Roumanie se fédèrent au sein de la Confederația Marilor Loji din România de Rit Scoțian Antic și Acceptat ("Confédération des Grandes Loges de Roumanie du REAA").
En 2013, c'est le Grand Orient de Roumanie qui traverse une crise de légitimité, au point que celui de France doit y déléguer des observateurs pour aider à concilier les points de vue.
On estimait en 2009 le nombre de francs-Maçons en Roumanie à environ 8500, dont 7000 réguliers et 1500 libéraux, mais le « taux de rotation » des membres y est très supérieur à ce qu'il est en France, et le nombre de Roumains ayant été membres pendant une période de temps limitée est estimé au triple de ces chiffres. Le même phénomène s'observe dans la société civile : partis politiques, associations, syndicats. L'avantage de cette situation est que leur connaissance de la franc-maçonnerie par l'expérience existentielle contribue à relativiser les idées reçues à ce sujet dans le grand public, idées qui proviennent le plus souvent de la théorie du complot ou du protochronisme nationaliste, très présents sur les réseaux sociaux.

## Situation obédientielle
En 2016, sur le territoire roumain fonctionnent neuf groupements maçonniques faisant partie soit des obédiences « libérales et adogmatiques », soit des obédiences dites « régulières » ou reconnues par la Grande Loge unie d'Angleterre.